# Epworth (Zimbabwe)
Epworth è un centro abitato dello Zimbabwe, situato nella Provincia di Harare.